# Kiyoko Ono
Kiyoko Ono (* 4. Februar 1936 in Iwanuma als Kiyoko Oizumi; † 13. März 2021 in Tokio) war eine japanische Turnerin und Politikerin.

## Karriere
Kiyoko Ono nahm 1960 erstmals an Olympischen Spielen in Rom teil. Sie startete in allen Disziplinen, konnte sich allerdings nur im Einzelmehrkampf für das Finale qualifizieren, wo sie den 15. Platz belegte. Im Mannschaftsmehrkampf verpasste sie mit dem japanischen Team als Vierte knapp eine Medaille. Bei den Olympischen Spielen 1964 verbesserte sich Ono im Einzelmehrkampf auf Rang neun. Im Mannschaftsmehrkampf war sie dieses Mal erfolgreicher und gewann mit Japan die Bronzemedaille. Dies war dem japanischen Team mit Ono bereits bei den Weltmeisterschaften 1962 gelungen.
Von 1986 bis 1998 und von 2001 bis 2007 war Ono Abgeordnete für die Liberaldemokratische Partei im Shūgiin. Im Kabinett Koizumi I (2. Umbildung) und im Kabinett Koizumi II war Ono Staatsministerin für Lebensmittelsicherheit, Erziehung der Jugend und die Bekämpfung des Geburtenrückgangs. Zudem saß sie der Nationalen Kommission für Öffentliche Sicherheit vor. Sie gehörte der Nippon Kaigi an.
Sie wurde die erste weibliche Vizepräsidentin des Internationalen Olympischen Komitees und wurde 2016 mit dem Olympischen Orden in Silber ausgezeichnet.
Ihr Ehemann Takashi Ono war ebenfalls Turner. Das Paar hatte fünf Kinder.
Am 13. März 2021 starb Ono im Alter von 85 Jahren während der COVID-19-Pandemie an den Folgen einer SARS-CoV-2-Infektion in Tokio.